# Glinna Góra (Pawłowo)
Glinna Góra (niem. Lehmberg, kaszub. Glënnô Góra) – osada wsi Pawłowo  w Polsce położona w województwie pomorskim, w powiecie gdańskim, w gminie Trąbki Wielkie.
W latach 1975–1998 miejscowość położona była w województwie gdańskim.